# Hermagoras de Temnos
Hermagoras de Temnos (en grec ancien : Ἑρμαγόρας Τήμνου) est un rhéteur grec du Ier siècle av. J.-C.. Exerçant dans le cadre de l'école dite de Rhodes, il enseigna la rhétorique à Rome. Son école compta nombre d'orateurs tel le juriste Titus Accius (en) (ou Tiberius Accius). Son opposant principal était Posidonios de Rhodes, réputé pour l'avoir combattu en présence de Pompée.
Hermagoras étudia significativement la partie rhétorique de l’inventio ; il proposa une division des parties oratoires, qui diffère de celle qui était adoptée par les autres rhétoriciens. Le célèbre orateur et avocat romain Cicéron (106-43 av. J.-C.) s'opposa à ce système, alors que Quintilien (env. 30-apr. 95 ap. J.-C.) le défendit, bien que, finalement, l'avis de Cicéron l'emportât. Par ailleurs, il est connu pour avoir à terme perdu de vue la pratique de l'art oratoire.
Hermagoras est l'auteur de plusieurs ouvrages qui ne nous sont pas parvenus : Ρητορικαί, Περὶ ἐξεργασίας, Περὶ φράσεως, Περὶ σχημάτων, et Περὶ πρέποντος. Certains ouvrages seraient ainsi dus à un homonyme, Hermagoras Carion, autre élève de Théodore de Gadara.

## Le système rhétorique d'Hermagoras
La théorie des « états de cause » représente l’essentiel de la rhétorique d'Hermagoras, connue par l'intermédiaire des autres rhétoriciens, notamment par la Rhétorique à Hérennius et par Cicéron, qui l'évoque dans son De inventione
Hermagoras distingue deux parties rhétoriques (contre cinq chez Quintilien ou Aristote) :
- L’invention des arguments ;
- Le jugement (évaluation des arguments), la disposition, l’ordre des arguments et l’élocution classique.

Hermagoras restreint le domaine rhétorique aux questions politiques seules. Il distingue la « thèse » (ou question générale) et l’« hypothèse » (le cas particulier). Reprenant les particularités de l'acte définies par Aristote, il énumère également les éléments à prendre en considération pour l'étude des cas oratoires, s'articulant autour de ce qu'il nomme les « circonstances » :
- La personne,
- L’acte,
- Le temps,
- Le lieu,
- La cause,
- La manière,
- Le moyen.

Hermagoras est donc en quelque sorte le père du raisonnement juridique, en particulier dans le domaine criminel. Sa doctrine des staseis ou « états de cause » permet en effet d'analyser les raisons d'un phénomène par rapport aux circonstances. Françoise Desbordes, dans La rhétorique antique présente un tableau et une étude de la doctrine d'Hermagoras.